# Денисов, Валерий Иосифович
Вале́рий Ио́сифович Дени́сов (род. 1 ноября 1941) — советский и российский дипломат, кореевед. Чрезвычайный и полномочный посол (2000).

## Биография
Окончил корейское отделение факультета международных отношений Московского государственного института международных отношений (МГИМО) МИД СССР (1970) и Дипломатическую академию МИД СССР (1983). Кандидат юридических наук (11 августа 1976), доктор исторических наук (12 июля 1991), академик РАЕН (1996).
На дипломатической работе с 1970 года.
- В 1970—1974, 1977—1981 и 1983—1987 годах — сотрудник Посольства СССР в КНДР.
- В 1992—1994 годах — сотрудник Посольства России в КНДР.
- В 1994—1996 годах — заместитель директора I Департамента Азии МИД России.
- С 12 августа 1996 по 9 июля 2001 годах — чрезвычайный и полномочный посол Российской Федерации в КНДР[1][2].
- В 2001—2002 годах — посол по особым поручениям МИД России, представитель МИД России при ЕврАзЭС.

В разные годы по совместительству вёл преподавательскую и научную работу в Дипломатической академии МИД России, МГУ, МГЛУ, ИДВ РАН. С 2002 года является профессором кафедры востоковедения МГИМО МИД России, главным научным сотрудником Центра исследований Восточной Азии и ШОС.

## Дипломатический ранг
- Чрезвычайный и полномочный посланник 2 класса (25 марта 1991)[3].
- Чрезвычайный и полномочный посланник 1 класса (12 августа 1996)[4].
- Чрезвычайный и полномочный посол (9 июня 2000)[5].

## Награды
- Медаль «40 лет освобождения Кореи» (КНДР).

## Семья
Отец — Иосиф Владимирович Денисов, погиб в 1944 году на фронте в Польше, мать — Мария Митрофановна Денисова, рабочая.
Женат, имеет двоих детей.

## Основные работы
В. И. Денисов — автор более 100 научных и публицистических статей и двух монографий по корееведению. В их числе:
- Отношения КНДР с европейскими социалистическими странами // Корейская Народно-Демократическая Республика. — М.: Наука, 1985. С. 192—210.
- Корейская проблема: пути урегулирования. 70-80-е годы. — М.: Международные отношения, 1988. — 144 с.
- Советский Союз и Корея на современном этапе // СССР и Корея. — М.: ГРВЛ, 1988. С. 295—324.
- Корейская проблема: новый взгляд. — М.: Анкил, 1995. — 254 с. (совм. с А. В. Торкуновым).
- Корейский полуостров: проблемы ядерной безопасности // Год планеты. — М., 1995. С. 412—415.
- РФ — КНДР: нынешнее состояние двусторонних отношений и перспективы их развития // Россия и Корея. Модернизация, реформы, международные отношения. — М., 1997. С. 28-30.
- Российская Федерация — Республика Корея: партнерство в действии // Дипломатический ежегодник. 2001. — М., 2001. С. 277—286.
- Корейская политика России: взгляд из прошлого в будущее // Корея и Россия: традиции и современность. — М.: Науч. книга, 2002. С. 143—146.
- О некоторых аспектах политики России на Корейском полуострове // Третий российско-корейский форум. — М., 2002. С. 143—147.
- Межкорейское урегулирование и интересы России // Международная жизнь. 2002, № 1. С. 58-61.
- Проблема межкорейского урегулирования и позиция России // Корейский полуостров и вызовы XXI века. — М.: ИДВ РАН, 2003. С. 31-35.
- Восточноазиатская политика России на современном этапе // Дипломатический вестник. 2003, № 6. С. 182—184.
- Межкорейский диалог: тенденции, проблемы и перспективы // Полвека без войны и мира. Корейский полуостров глазами российских учёных. — М., 2003. С. 129—165.
- Ядерный кризис на Корейском полуострове: возможные пути урегулирования // Россия и Корея в меняющемся мировом порядке. — М.: ИДВ РАН, 2003. С. 18-25.
- Корейский полуостров после разгрома Японии во Второй мировой войне // История Кореи (Новое прочтение). — М., 2003. С. 329—343.
- Пути социально-экономического и политического развития Севера и Юга Кореи // Там же. С. 344—374 (совм. с В. П. Ткаченко)
- КНДР // Энциклопедия стран мира. — М.: Экономика, 2004. С. 565—567.
- История Кореи // Там же. С. 568—572.
- Россия — Корея: дипломатическим отношениям 120 лет // Корея в поисках мира и процветания. — М.: ИДВ РАН, 2004. С. 22-27.
- Сост.: Россия и Корея. Некоторые страницы истории (конец XIX века). К 120-летию установления дипломатических отношений. — М.: МГИМО (У) МИД России, 2004. — 391 с. (совм. с др.).
- Ядерный кризис на Корейском полуострове // Международная жизнь. 2004, № 10. С. 30-44.
- Россия — Корея: взгляд из прошлого в настоящее // Мировая экономика и международные отношения. 2005, № 1. С. 45-54 (совм. с др.).